# José María Morelos y Pavón, Huimanguillo
José María Morelos y Pavón är en ort i Mexiko.   Den ligger i kommunen Huimanguillo och delstaten Tabasco, i den sydöstra delen av landet, 600 km öster om huvudstaden Mexico City. José María Morelos y Pavón ligger 69 meter över havet och antalet invånare är 584.
Terrängen runt José María Morelos y Pavón är platt. Runt José María Morelos y Pavón är det ganska glesbefolkat, med 43 invånare per kvadratkilometer. Närmaste större samhälle är Chontalpa, 11,5 km norr om José María Morelos y Pavón. Trakten runt José María Morelos y Pavón består till största delen av jordbruksmark.